# 크레이그 체스터
크레이그 체스터(Craig Chester, 1965년 11월 8일 ~ )는 미국의 각본가, 영화배우이다.
웨스트코비나에서 태어났다.

## 영화
- 킬 유어 달링 (2013년)
- 히어스 룩킹 앳 유, 보이 (2007년) - 본인 역
- 세이브 미 (2007년)
- 아담과 스티브 (2005년)
- 서킷 (2001년) - 화이트 파티 커스터머 역
- 법과 질서 - 뉴욕 특수수사대 (2001년)
- 결혼 기념일에 생긴 일 (2001년)
- 키스 미, 귀도 (1997년)
- 나는 앤디 워홀을 쏘았다 (1996년)
- 프리스크 (1995년)
- 그리프 (1993년)
- 졸도 (1992년)